# U-Boot-Bunker in Lorient

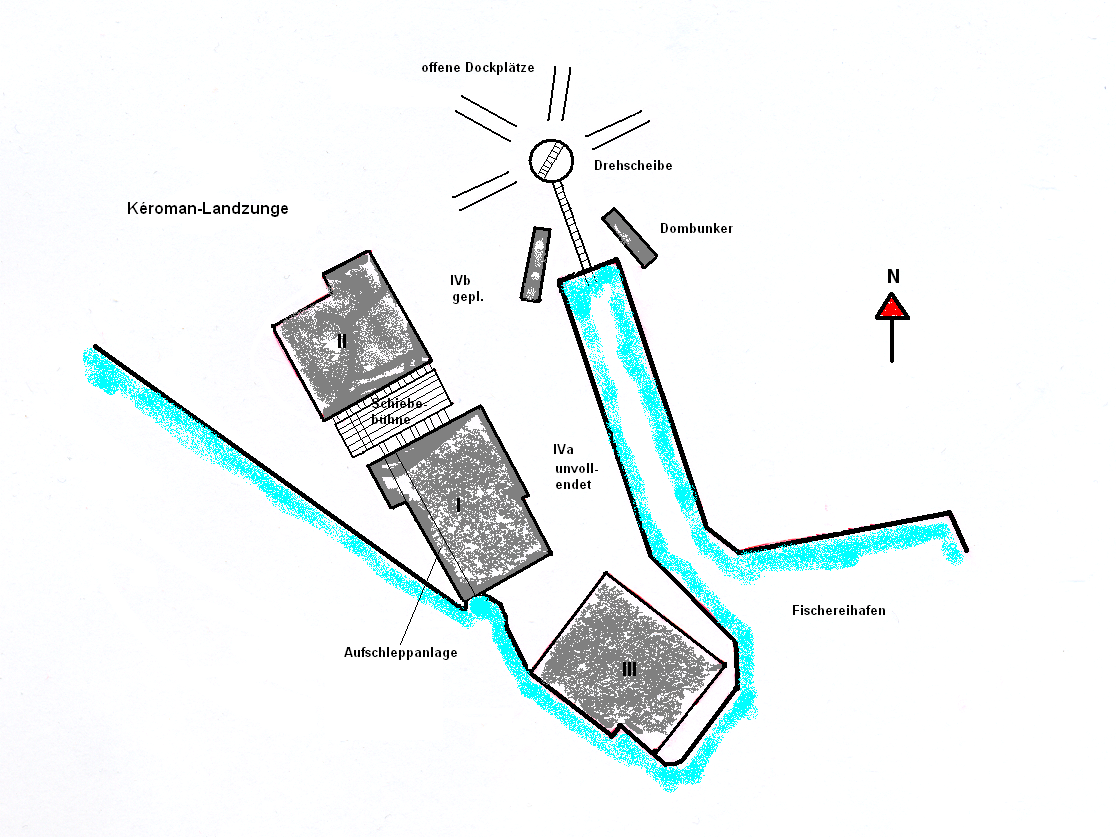
Lageskizze der Bunkeranlagen auf der Landzunge Keroman

Die U-Boot-Bunker in Lorient wurden während des Zweiten Weltkriegs im Auftrag der Wehrmacht unter Leitung der Organisation Todt (OT) gebaut. Im U-Boot-Krieg war der Hafen der französischen Stadt Lorient am Fluss Blavet, ca. 5 km von dessen Mündung in den Golf von Biskaya entfernt, von Juni 1940 bis August 1944 größter Stützpunkt für die U-Boote der Kriegsmarine.
Die Bunkeranlagen erstreckten sich über mehrere Komplexe. Sie unterschieden sich insbesondere durch zwei außergewöhnliche Konstruktionen von allen anderen durch die Deutschen errichteten U-Boot-Bunkern des Zweiten Weltkriegs:
- Die Slipanlage mit Drehscheibe und zwei sog. Dombunkern
- Die Aufschleppanlage mit Schiebebühne am Bunker Keroman I und II

Unmittelbar nach der französischen Niederlage besichtigte am 26. Juni 1940 der deutsche Befehlshaber der U-Boote Dönitz Lorient. In der Folge wurden die Entscheidungen zum Ausbau dieser und der vier anderen Basen für U-Boote getroffen. Die ersten beiden Kéroman-Bunker wurden bis Dezember 1941 fertiggestellt. Sie waren neben Brest, Saint-Nazaire, La Rochelle und Bordeaux Teil des „Atlantikwalls“ und der „Atlantikschlacht“ an der frz. Atlantikküste (Handelskrieg mit U-Booten).

## Die Bunkeranlagen im Zweiten Weltkrieg

### Die Dombunker

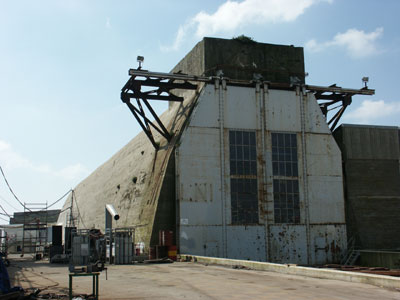
Westlicher Dombunker, Anbau rechts aus jüngerer Zeit. Die Fenster wurden erst nach dem Krieg in die Stahltüren eingefügt.

Am Ende eines Beckens des Fischereihafens befand sich zu Beginn der deutschen Besatzung im Juni 1940 schon eine Slipanlage für Fischerboote, die in einer Drehscheibe endete, um die sechs Dockplätze sternförmig angeordnet waren. Diese Anlage wurde von den Deutschen konstruktiv verstärkt, um zumindest U-Boote des kleinen Typs II aufschleppen und abstellen zu können. Zwei der Dockplätze wurden im Jahr 1941 mit rund 80 m langen zeltartigen Bunkerkonstruktionen überdacht, die Betonstärken von 1,5 m aufweisen. Das Schutzprinzip setzte hierbei weniger auf die Materialstärken, als auf die Dachform, die ein Abgleiten der Fliegerbomben bewirken sollte. Die Stirnseiten der Bunker waren mit Stahlschiebetoren gesichert.
Dieses Bunkerprinzip fand ebenso bei den Unterständen der 28-cm-Eisenbahngeschütze im Raum Calais Anwendung.

### Der Scorff-Bunker
Das nächste ausgeführte Bunkerprojekt war ein Komplex mit zwei Nassboxen für vier Boote, der im Kriegshafen, nahe der Mündung des Flusses Scorff in den Blavet, unweit des Lorienter Stadtzentrums errichtet wurde. Der Bunker ist 145 m lang, 51 m breit und 15 m hoch. Die Betondecke weist eine Stärke von 3,5 m auf, wegen des schlammigen Untergrundes konnte keine stärkere Decke eingebaut werden. Aus statischen Gründen hielt man auch eine spätere Verstärkung für nicht geboten. Da überdies der Zufahrtsbereich zu den Boxen und diese selbst starken Schlammablagerungen ausgesetzt waren, die häufig ausgebaggert werden mussten, wurde der Bunker letztlich nur bis zur Fertigstellung von Keroman I/II als Liegeplatz für U-Boote verwendet und diente danach als Werkstatt für U-Boot-Türme.

### Keroman I und II

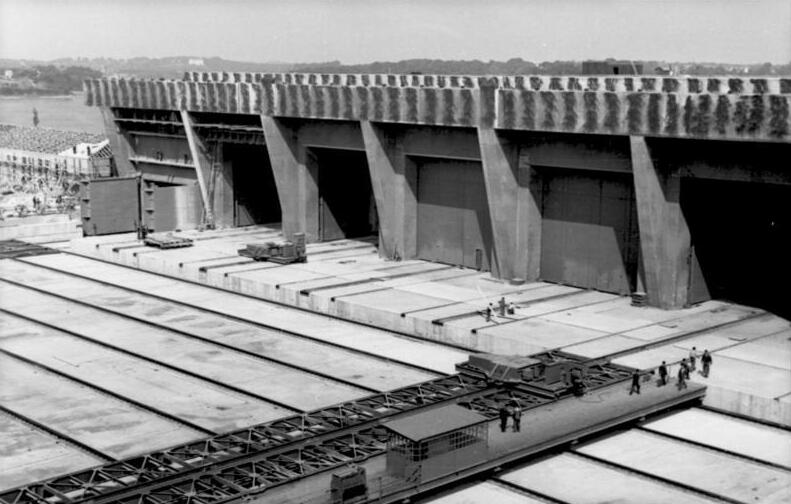
Blick auf die Schiebebühne und Keroman II. Im Hintergrund links die geöffneten Stahltore der Box für die Verschiebewagen, darüber das Kasernengeschoss.

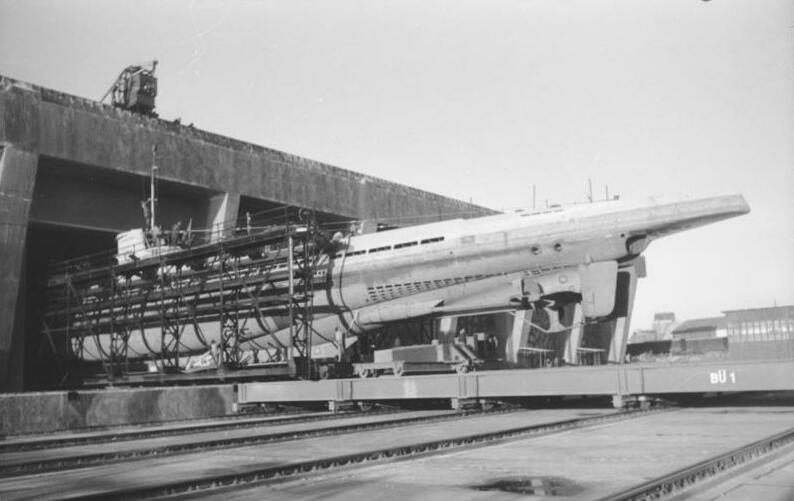
U 67 beim Einfahren in den Bunker Keroman II (1942)

Die ersten in Lorient – auf der Keroman genannten Landzunge – errichteten Großbunker konnten wegen des felsigen Bodens nicht ohne weiteres in der sonst üblichen Bauart (mit Boxen auf Meereshöhe) ausgeführt werden, bei der die U-Boote mit eigener Kraft in die Boxen verholten. Der felsige Untergrund garantierte aber die Tragfestigkeit für eine massive, bombensichere Betondecke. Man verzichtete auf Sprengungen und baute auf dem Felsgestein. Um die U-Boote auf das deshalb mehrere Meter über dem Wasserspiegel liegende Niveau zu befördern, wurde eine Aufschleppanlage mit einem keilförmigen Wagen konstruiert. Diese befand sich an der dem Fluss zugewandten Seite von Keroman I und war ebenfalls überbunkert. Die Boote befuhren am Fußende der tunnelartigen Anlage einen Dockwagen, mit dem sie nach dem Aufschleppen auf eine Schiebebühne mit Verschiebewagen übergesetzt wurden. Diese Bühne verlief zwischen den beiden Bunkern, so dass mit ihrer Hilfe alle Abstellboxen in Bunker I (5 trocken für jeweils ein Boot) und II (7 trocken für je ein Boot) erreicht werden konnten. Die gesamte Prozedur vom Befahren des Dockwagens bis zum Verbringen in den Bunkerstand nahm etwa 35 Minuten in Anspruch. In Keroman II befand sich zudem eine Box für die insgesamt zwei Verschiebewagen, die im oberen Bereich mit Kaserneneinrichtungen für 1000 Mann versehen war.
Die beiden Bunker waren im September (I) und Dezember 1941 (II) fertiggestellt und weisen Deckenstärken von 3,5 m auf.

### Keroman III
Der nächste Bunker entstand an der Spitze der Landzunge in herkömmlicher Bauart mit 2 Nassboxen und 5 Boxen, die, mit Docktoren ausgestattet, als Trockendocks ausgeführt waren. Im Gegensatz zu den Dombunkern und Keroman I und II war wegen der unterschiedlichen Größe seiner Boxen (für ein bis drei Boote) eine Gesamtkapazität von 13 Liege- bzw. Dockplätzen gegeben. Das Verholen der Boote erforderte hier weit weniger Aufwand als bei der Aufschleppe.
Der Bunker war im Januar 1943 fertiggestellt. Er misst 170 m in der Breite, 138 m in der Länge und ist 20 m hoch. Die Decken sind gegenüber den Vorgängerbauten I/II auf bis zu 7,5 m verstärkt und wurden im Verlauf des Krieges mit Fangrosten ergänzt, allerdings nicht auf der gesamten Dachfläche.

### Keroman IV
Ein weiterer Großbunker, der, nordöstlich von Keroman I gelegen, vom Fischereibecken aus über eine Hebebühne erreichbar sein und Platz für 24 Boote des modernen Typs XXI bieten sollte, wurde nur noch in Teilen fertiggestellt (Keroman IV a), ein Ergänzungsgebäude (IV b) nur noch geplant. Alle Arbeiten wurden im April 1944 eingestellt.
Im Umfeld der U-Boot-Bunker wurden außerdem sechs 40 × 23 m große Bunker zur Lagerung von Torpedos errichtet.

## Kernével
Auf der Keroman gegenüberliegenden Landzunge Kernével befand sich von November 1940 bis März 1942 in der Villa eines Sardinenhändlers, die wegen ihrer Größe im Volksmund Sardinenbüchse genannt wurde, der Befehlsstand des Befehlshabers der U-Boote (BdU), also das Hauptquartier von Admiral Dönitz, und somit die Schaltzentrale der Atlantikschlacht.

## Luftkrieg in Lorient

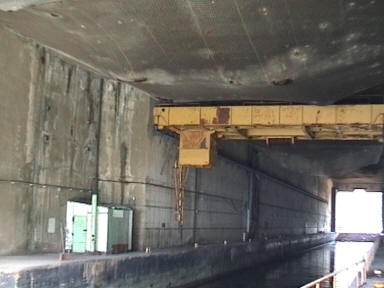
Der „Tunnel“ in Keroman I nach Entfernung der Aufschleppe, Blick in nördl. Richtung, Zustand im Juli 2001

Wegen seiner Bedeutung als U-Boot-Stützpunkt war Lorient während der deutschen Besatzungszeit massiven Bombenangriffen der alliierten Luftstreitkräfte ausgesetzt. Blieben die Bunkeranlagen dabei weitgehend unbeschädigt, so wurde die Stadt selbst stark in Mitleidenschaft gezogen. Einzelne Stadtviertel wurden nahezu vollständig zerstört. Die Bevölkerung hatte einen hohen Blutzoll zu tragen.

## Résistance
Am Bau der Bunkeranlagen arbeitete der französische Marineoffizier Jacques Stosskopf mit, der aufgrund seiner elsässischen Abstammung fließend Deutsch sprach und sich als Kollaborateur anbot. Stosskopf arbeitete jedoch heimlich mit der Résistance zusammen und wurde dafür 1944 von den deutschen Besatzern hingerichtet. Nach Kriegsende erhielt der französische U-Bootstützpunkt in Lorient seinen Namen.

## Die Bunker heute
Nach 50 Jahren der Nutzung durch die Marine Nationale, in denen die Anlagen und deren Ausstattungen (z. B. der Tauchtopf) die Arbeitsplätze von 2000 Menschen – auch Zivilisten – sicherten, sind alle Bunkeranlagen zivilen Zwecken zugeführt oder liegen brach.
Die Bunker stellen für die Kommune Lorient insgesamt ein großes Problem dar, da sowohl die Nutzung und Unterhaltung als auch der Abriss der Gebäude finanzielle Aufwendungen erfordern, die die Möglichkeiten der Kommune übersteigen. Daher hat die Stadt beschlossen, die U-Bootbasis in ein touristisches Konzept einzubinden. Für die Halbinsel Keroman sieht dieses vor, neben der wirtschaftlichen Nutzung von Keroman I und II das Gelände, den Tauchturm und Keroman III als Anschauungsobjekt bestehen zu lassen sowie das Hafenbecken zum Sportboothafen umzufunktionieren.
Im Rahmen der Umgestaltung des Bunkergeländes fördert die Lorient Agglomération ein Zentrum für Langstreckenregattaboote (Le Pôle Course au Large). Teams der großen Segelboote errichteten dort Hallen, in denen sie ihre Boote warten, reparieren und weiterentwickeln. So ist Lorient die Basis von 20 Open 60 (IMOCA) Teams, drei großen Trimaranen (Ultims), 13 Class40 sowie weiteren kleineren Regattabooten geworden. Daneben haben sich viele Bootsausrüster und spezialisierte Serviceunternehmen in „Lorient La Base“ niedergelassen, teilweise werden Räume in den Bunkern genutzt. Dadurch sind 800 neue Arbeitsplätze entstanden. Zudem wird die bretonische Südküste von Quimper bis Vannes als „Sailing Valley“ beworben.
2008 eröffnete in einem modernen Gebäude vor dem Bunker Keroman 2 die „Cité de la Voile Eric Tabarly“, eine interaktive Dauerausstellung für den Segelsport, welche die segelbegeisterten Franzosen anzieht.
Bis März 2019 wurde in einem Teil von Keroman 2 eine Konzerthalle für aktuelle Musik geschaffen, das Hydrophone.

### Dombunker
Die Slipanlage ist entfernt, die Drehscheibe ausgebaut, die Grube der Drehscheibe ist aber noch erkennbar. An die Stelle der Slipanlage ist eine Vorrichtung zum Wassern größerer Yachten getreten. Die Bunker, von denen der westliche noch die ursprüngliche Tormechanik besitzt, werden als Lagerhaus und Werkstätten genutzt. Im Hafenbecken werden vor allem große Segelrennboote gewassert. (Stand: August 2009)

### Scorff-Bunker

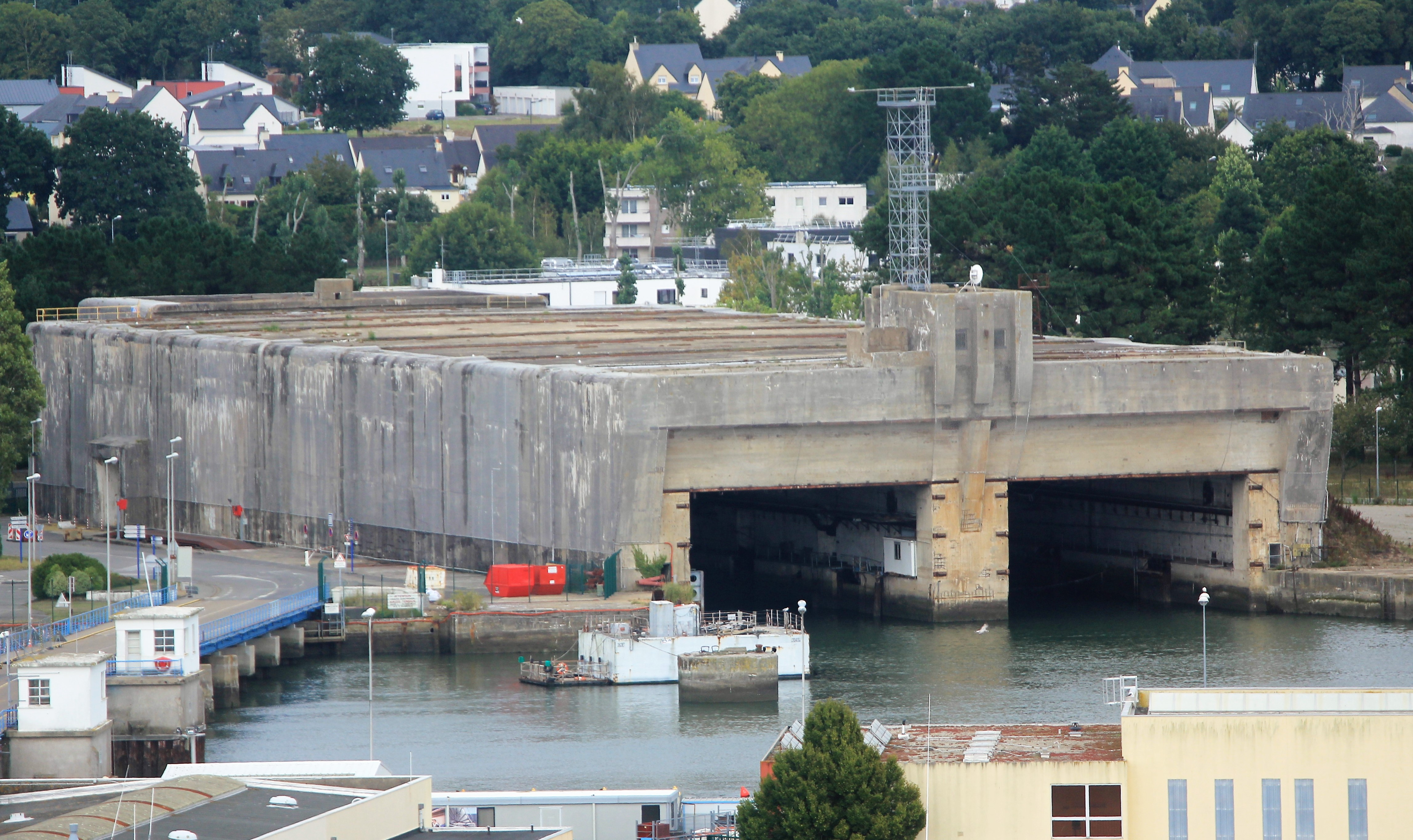
Der Scorff-Bunker im Jahr 2017.

Der Bunker liegt im Bereich der Marinewerft, die momentane Nutzung ist unbekannt. (Stand: Juli 2003)

### Keroman I

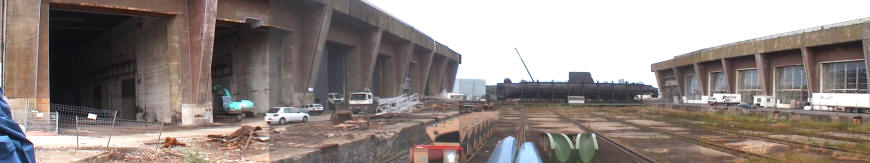
Das Gelände der Verschiebeanlage zwischen Keroman I (links) und II (rechts) im Juli 2001, im Hintergrund die Flore.

Die Aufschleppanlage ist demontiert, der „Tunnel“ steht unter Wasser, ist aber durch eine meerseitige Fußgängerbrücke recht gut von außen zu betrachten. Die Schiebebühne mit einem Verschiebewagen existiert noch, die Schienen, die in die Bunker selbst führten, sind jedoch entfernt bzw. mit Asphalt bedeckt. Teile des Bunkers dienen einer Werft als Lager für Sportboote und Bootsteile. Auf dem Fahrwagen befindet sich das französische U-Boot Flore als Museumsboot. Während der Nutzung durch die französische Marine wurden an einigen Boxen mittig am Türsturz Aussparungen angebracht, um den höheren französischen U-Boottürmen gerecht zu werden. Die Öffnungen der Boxen werden durch neuzeitliche Tore verschlossen. Am südlichen Ende ist in einem Neubau eine Bootswerft untergebracht. Zwischen dem Neubau und dem eigentlichen Bunker ist ein nicht näher zu definierender Anbau aus deutscher Zeit zu sehen, der ein Verbindungsteil zwischen Bahnhof (großenteils abgebrochen) und Bunker Keroman I war.
In einem weiteren, kleineren Anbau auf der Westflanke befindet sich eine Übungsanlage für Notausstiege aus U-Booten mit Tauchrettern, die bereits von den deutschen Besatzern errichtet und von der französischen Marine weiterhin genutzt wurde. Dieser Tauchtopf bzw. „Tour Davis“ ist integraler Teil eines Museums geworden und kann daher besichtigt werden. Die gesamte Übungsanlage ist größtenteils – bis auf kleinere Modifikationen wie eine später eingebaute Heizung für das Übungsbecken oder eine Druckkammer für Tauchunfälle – noch im Originalzustand begehbar. (Stand: August 2009)

### Keroman II
Der Bunker, dessen Panzertore durch Glaswände und -tore ersetzt worden sind, dient als Speditionslager. Im Inneren befindet sich zumindest in einem Teil ein Museum zum U-Boot Flore. (Stand: August 2019)

### Keroman III

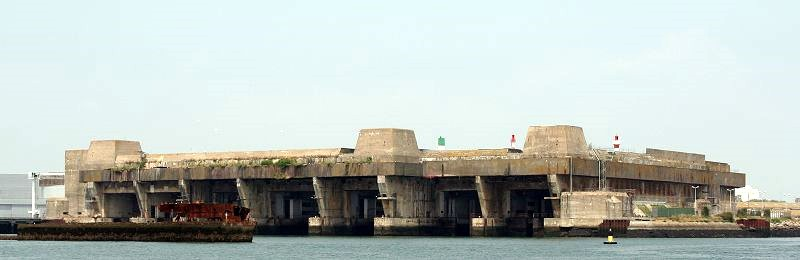
Der Bunker Keroman III vom gegenüber gelegenen Sportboothafen in Kernével aus gesehen, Stand: Juni 2006.

Der Bunker steht weitgehend leer und kann im Rahmen von Führungen besichtigt werden. Die Führungen umfassen sowohl das Gebäudeinnere als auch einen Exkurs auf das Bunkerdach mit interessantem Rundblick auf das Areal des Fischereihafens, den Fluss Blavet und Kernével. Im Hafenbecken vor den Nassboxen wurden von den Deutschen zwei Schiffe (Stralsund und Regensburg), die als Reparationsleistungen nach dem Versailler Vertrag an Frankreich gegangen waren, versenkt, um einen Direktangriff mit von Flugzeugen abgeworfenen Torpedos abzuwehren. (Stand: August 2009)

### Keroman IV

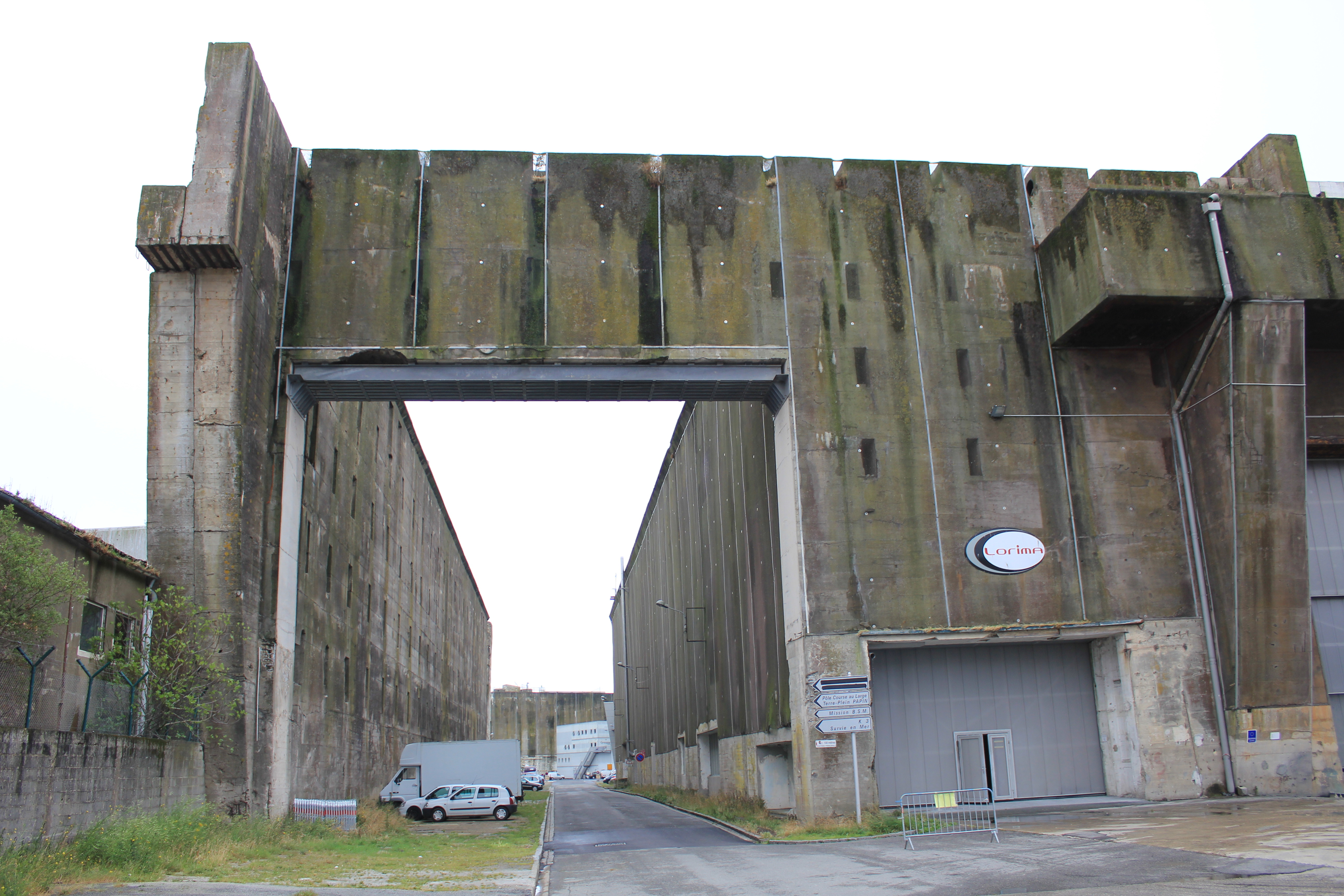
Links die erhaltengebliebene Wand des unvollendeten Keroman IV, rechts Keroman I.

Teile der Ruine wurden abgebrochen, insbesondere um Verkehrswege zu den verschiedenen Hafenanlagen zu schaffen. Eine parallel zu Keroman I gelegene Wand ist erhalten geblieben, sie dient teilweise als Rückwand für Lagerhallen auf der Fischereihafenseite. Als Leerstand existiert ebenfalls noch ein Keroman III zugewandter und im Krieg zuletzt als Kaserne genutzter Gebäudeteil. (Stand: August 2009)